# Боро-Тала-Монгольська автономна префектура
44°53′34″ пн. ш. 82°03′58″ сх. д. / 44.89288° пн. ш. 82.06618° сх. д.
Боро-Тала-Монгольська автономна префектура (кит. 博尔塔拉蒙古自治州, пін. Bó'ĕrtălā Mĕnggŭ Zìzhìzhōu) — адміністративна одиниця другого рівня у складі Сіньцзян-Уйгурського автономного району, КНР. Центр префектури — місто Боле.
Префектура межує із Казахстаном (Жетисуська область) на заході.

## Адміністративний поділ
Префектура поділяється на 2 міста та 2 повіти:
| Карта                        | Карта      | Карта      | Карта            |
| ---------------------------- | ---------- | ---------- | ---------------- |
| Боле Алашанькоу Цзінхе Аршан |            |            |                  |
| Статус                       | Назва      | Оригінал   | Населення (2020) |
| Місто                        | Боле       | 博乐市     | 246 706          |
| Місто                        | Алашанькоу | 阿拉山口市 | 11 097           |
| Повіт                        | Цзінхе     | 精河县     | 125 968          |
| Повіт                        | Аршан      | 温泉县     | 49 696           |